# Buch am Irchel
Buch am Irchel es una comuna suiza del cantón de Zúrich, situada en el distrito de Andelfingen. Limita al noroeste con la comuna de Berg am Irchel, al norte con Volken, al noreste con Dorf, al sureste con Neftenbach, al sur con Dättlikon, y al oeste con Freienstein-Teufen.